# پیز مورترا
پیز مورترا (به لاتین: Piz Murtera) یک کوه در سوئیس است که در کانتون گراوبوندن واقع شده‌است. پیز مورترا ۳٬۰۴۴ متر بالاتر از سطح دریا واقع شده‌است.